# Stefan
Stefan je moško osebno ime.

## Izvor imena
Ime Stefan je različica moškega osebnega imena Štefan.

## Pogostost imena
Po podatkih Statističnega urada Republike Slovenije je bilo na dan 31. decembra 2007 v Sloveniji število moških oseb z imenom Stefan: 197.

## Osebni praznik
Osebe z imenom Stefan lahko godujejo takrat kot osebe z imenom Štefan.